# Base aérea de Rechlin–Lärz

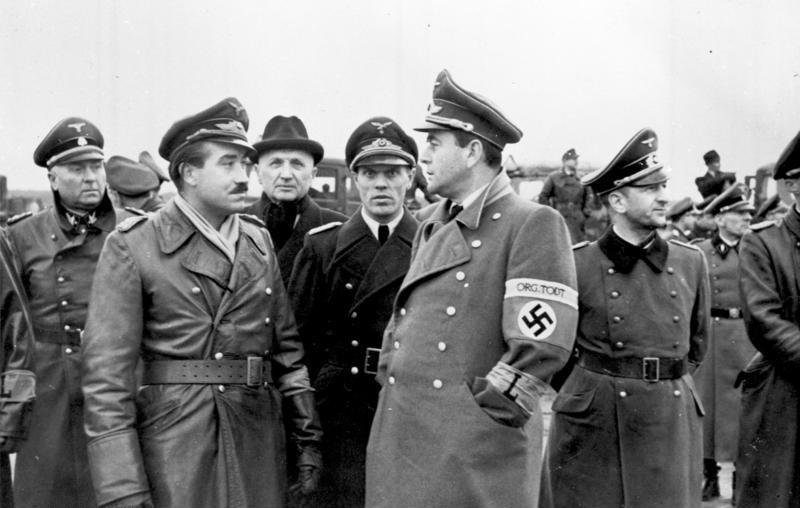
Adolf Galland e Albert Speer em Rechlin, durante um encontro sobre a defesa do Reich entre 5 e 7 de Setembro de 1943

A Base aérea de Rechlin–Lärz (IATA: REB, ICAO: EDAX) (em alemão: Flugplatz Rechlin-Lärz) é uma base aérea na vila de Rechlin, na Alemanha. Durante a Guerra Fria, a base foi usada pela URSS, porém actualmente a actividade aérea na base está actualmente encerrada, porém as instalações continuam lá, assim como a pista, que é usada para várias actividades civis e militares.
A base foi preparada em 1935 para a Luftwaffe, servindo durante vários anos como o centro de testes de aeronaves. A Kampfgeschwader 200 trabalhou nesta base, pilotando muitas aeronaves revolucionárias e outras capturadas ao inimigo.